# Li Kuang-jao
Li Kuang-jao (čínsky 李光耀, pchin-jin Lǐ Guāngyào, v anglické transkripci Lee Kuan Yew; 16. září 1923 – 23. březen 2015 Singapur) byl singapurský politik, zakladatel Singapuru. V letech 1959 až 1990 byl předsedou singapurské vlády.

## Život
Etnicky byl Hakka. Narodil se do středostavovské rodiny jako nejstarší syn. Po druhé světové válce odjel do Velké Británie (jež území dnešního Singapuru koloniálně ovládala), kde vystudoval práva na univerzitě v Cambridgi. Po návratu se vrhl na politiku a byl spoluzakladatelem Strany lidové akce (známa též pod zkratkou PAP). Jejím původním programem byl demokratický socialismus, ale časem se sunula více do středu, pod tlakem dosti vlivných komunistů (k nimž se hlásili zejména místní etničtí Číňané). Li Kuang-jao s komunisty nebojoval, ale snažil se oslabit jejich vliv promyšlenou strategií - založil například po celé zemi stovky komunitních center pro nejchudší obyvatele. Když pak v roce 1968 ve volbách drtivě zvítězil, počal "utahovat šrouby". Omezil moc odborů, získal pod kontrolu média. Vsadil na volný trh, který označil za důležitější než demokracii pro rozvoj země. Podporoval také zahraniční politiku Spojených států. Tvrdě se naopak vyhraňoval vůči komunistickému Vietnamu, kupodivu však nikoli vůči Číně (ČLR). Zejména Teng Siao-pching byl jeho velkým spojencem. Časem se jeho modernizační politikou stalo i zavádění angličtiny, odmítl naopak tzv. úpadkové rysy Západu, jako je příliš liberální zákonodárství, takže Singapur zavedl tresty smrti prakticky za každou vraždu. Aby byly opravdu udělovány, zrušil systém soudních porot. Tvrdě byla postihována i narkomanie či graffiti, a to i tresty jako je výprask holí.